# Use Your Illusion I
Use Your Illusion I és el primer dels discs de l'àlbum doble de la banda estatunidenca de hard rock Guns N' Roses. Ha venut 20,4 milions de còpies en tot el món.

## Característiques
Els discos de Use Your Illusion representen un canvi de so de Guns N' Roses, encara que no abandonen les seves tendències de hard rock del seu primer àlbum Appetite For Destruction, Use Your Ilusion va mostrar elements del blues, música clàssica i country. Per exemple, el cantant Axl Rose toca el piano en diverses cançons del disc. A més, la gira musical Use Your Illusion va ser un espectacle més teatral que no pas de hard rock.
Use Your Illusion conté dues de tres cançons ("November Rain" i "Don't Cry") catalogades pels fans com una trilogia; la tercera, "Estranged", és de Your Illusion II. Van ser temes com "November Rain" els que van dur el grup a la popularitat entre persones que no escoltaven hard rock o heavy metal.
Moltes cançons d'aquest disc van ser escrites en els primers anys de la formació, però no van ser incloses en Appetite for Destruction: "Back Off Bitch", "Bad Obsession", "Bad Apples", "Don't Cry", "November Rain", i "The Garden".
Un altre aspecte a ressaltar de Use Your Illusion I és que es tracta de cançons més llargues. "November Rain" és una balada èpica que dura gairebé 9 minuts, i que té el rècord Guiness per ser la cançó més llarga que ha estat en les llistes estatunidenques; i "Coma" en dura més de 10.

## Portada

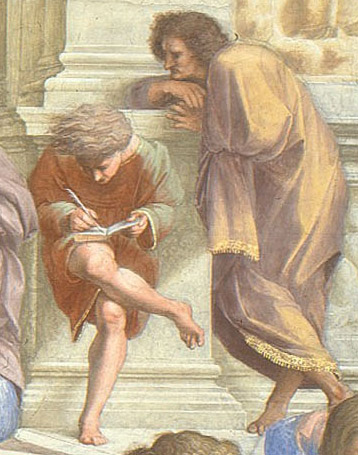
Part del fresc de Raffaello "L'escola d'Atenes" en què es basa la portada.

La portada presenta les figures d'un home assegut i un de dret, basades en el fresc de Raffaello "L'escola d'Atenes".
Els discos Use Your Illusion I i Use Your Illusion II tenen portades iguals, només canvien els colors. El primer utilitza els colors càlids vermell i groc, i el segon els freds blau i porpra.

## Llista de cançons
1. «Right Next Door to Hell» - escrita per Stradlin/Caltia/Rose - 3:02
2. «Dust N' Bones» - Stradlin/McKagan/Slash - 4:58
3. «Live and Let Die» - Paul McCartney/Linda McCartney - 3:04
4. «Don't Cry» - Stradlin/Rose - 4:45
5. «Perfect Crime» - Stradlin/Slash/Rose - 2:24
6. «You Ain't the First» - Stradlin - 2:36
7. «Bad Obsession» - Stradlin/Arkeen - 5:28
8. «Back Off Bitch» - Huge/Rose - 5:04
9. «Double Talkin' Jive» - Stradlin - 3:24
10. «November Rain» - Rose - 8:57
11. «The Garden» - Arkeen/James/Rose - 5:22
12. «Garden Of Eden» - Slash/Rose - 2:42
13. «Don't Damn Me» - Slash/Lank/Rose - 5:19
14. «Bad Apples» - Slash/McKagan/Stradlin/Rose - 4:28
15. «Dead Horse» - Rose - 4:18
16. «Coma» - Slash/Rose - 10:13

## Membres

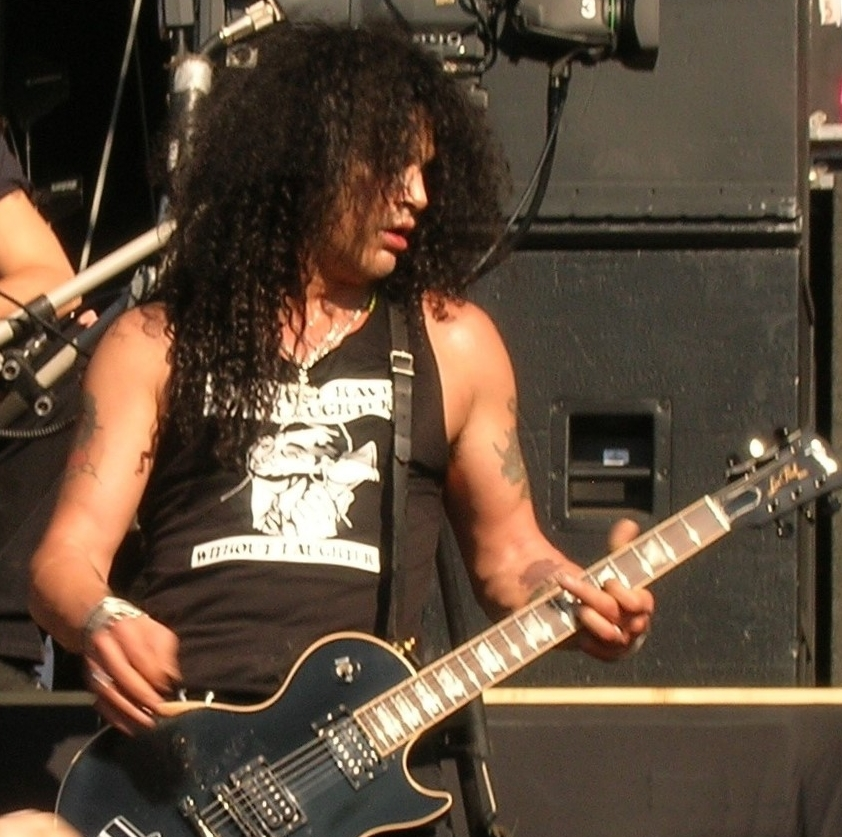
Slash en un concert a Nimega el 2005.

- Axl Rose: veu, piano a "November Rain", guitarra a "Dead Horse", teclat a "Live and Let Die" i "Garden of Eden".
- Izzy Stradlin: guitarra rítmica, guitarra acústica, segona veu, veu en "Dust N 'Bones", "You Ain't the First" i "Double Talkin' Jive", percussió a "Bad Obsession".
- Slash: guitarra solista, guitarra rítmica, guitarra acústica, baix de 6 cordes en "Right Next Door To Hell" i "Live and Let Die", talk box a "Dust N 'Bones", slide en "Bad Obsession" i "The Garden", slide dobro a "You Ain't the First", guitarra clàssica a "Double Talkin' Jive".
- Duff McKagan: baix, segona veu, guitarra acústica a "You Ain't the First" i "Double Talkin' Jive".
- Matt Sorum: bateria, percussions.
- Dizzy Reed: piano, teclats, percussions.

Col·laboracions
- Michael Monroe: harmònica i saxo a "Bad Obsession".
- Shannon Hoon: segona veu a "Don't Cry", "Live and Let Die", "You Ain't the First", "November Rain" i "The Garden".
- Johann Langlie: sintetitzadors i efectes de so.
- Alice Cooper: veu a "The Garden".
- Matt McKagan, Jon Trautwein, Rachel West, Robert Clark: metalls a "Live And Let Die".
- Tim Doyle: percussió a "You Ain't The First".
- Stuart Bailey, Reba Shaw: veus de fons a "November Rain".
- West Arke: guitarra acústica a "The Garden".
- Bruce Foster i Johann Langlie: efectes de so a "Coma".